# Південний Перчукйоль
Південний Перчукйо́ль або Південний Перчу́к-Йоль або Південний Перчук'є́ль (рос. Южный Перчукъёль, Южный Перчук-Ёль, Южный Перчукъель) — річка в Республіці Комі, Росія, ліва притока річки Пирс'ю, лівої притоки річки Ілич, правої притоки річки Печора. Протікає територією Троїцько-Печорського району.
Річка починається на південно-західних схилах хребта Мань-Хамбо. Протікає на південний захід, північний захід, захід та північний захід.
Притоки:
- права — Пад'єль